# Maladera mulmeina
Maladera mulmeina är en skalbaggsart som beskrevs av Brenske 1898. Maladera mulmeina ingår i släktet Maladera och familjen Melolonthidae. Inga underarter finns listade i Catalogue of Life.